# Karauılqeldı
Karauılqeldı (Kazachs: Қарауылкелді с., Qaraūylkeldi s.), vroeger Bayğanïn, is een plaats (selo) in de Kazachse oblast Aqtöbe. Het vormt tevens het bestuurlijk centrum en de enige nederzetting van het landelijke district Bayğanïn.
Karauılqeldı is gelegen op 246 km ten zuidwesten van de stad Aqtöbe, aan de oevers van de rivier de Zharly. Er is een treinstation aan het spoor van Atyrau naar Aqtöbe. Ook de autoweg A-27 gaat langs het stadje. Deze verloopt van Astrakhan en Atıraw in het zuidwesten, naar Aqtöbe in het noordoosten. Karauılqeldı werd in de jaren 1940 gevestigd als een werkdorp in verband met de aanleg van de oliepijpleiding van Atyrau naar Orsk. (1940s)
Tot 2006 heette het dorp "Bayganin" ter ere van de dichter Nurpeis Baiganin.

## Bevolking
In 1999 was de bevolking van het stadje 8212 mensen (4167 mannen en 4045 vrouwen). Volgens de census 2009 van Kazachstan woonden er toen 7862 mensen.
Per 1 januari 2018 was de bevolking van Karauılqeldı weer toegenomen tot 8907 mensen.